# غار حسن پهلوان ۱
اشکفت حسن پهلوان ۱ مربوط به دوران پارینه‌سنگی جدید - دوران فرادیرینه‌سنگی است و در شهرستان پاسارگاد، بخش هخامنش، دهستان مادرسلیمان، روستای مبارک‌آباد، انتهای تنگ بلاغی، ۵۰۰ متری شرق تنگ حسن پهلوان واقع شده و این اثر در تاریخ ۱۸ شهریور ۱۳۸۷ با شمارهٔ ثبت ۲۳۲۱۸ به‌عنوان یکی از آثار ملی ایران به ثبت رسیده‌است.